# Tomasz Gębala
Tomasz Gębala (ur. 23 listopada 1995 w Gdyni) – polski piłkarz ręczny, lewy rozgrywający, od 2019 zawodnik Vive Kielce.

## Kariera klubowa
Wychowanek Spójni Gdynia. Następnie uczeń i zawodnik SMS-u Gdańsk, w którego barwach występował w I lidze (23 mecze i 31 goli).
W latach 2013–2016 był zawodnikiem SC Magdeburg. Występował jednak przede wszystkim w trzecioligowych rezerwach niemieckiego klubu – w sezonie 2013/2014 rzucił dla nich 147 bramek, zaś w sezonie 2014/2015 rozegrał 29 meczów i zdobył 173 gole, co dało mu 5. miejsce w klasyfikacji najlepszych strzelców rozgrywek, a 1. pozycję odliczając trafienia z rzutów karnych. W pierwszym zespole Magdeburga występował rzadziej – w sezonie 2014/2015, podczas którego zadebiutował w Bundeslidze, rozegrał 13 spotkań i rzucił osiem bramek (wszystkie w rozegranym 24 maja 2015 meczu z Füchse Berlin).
W latach 2016–2019 był zawodnikiem Wisły Płock. W Superlidze zadebiutował 9 września 2016 w wygranym meczu z Meblami Wójcik Elbląg (29:24), w którym rzucił jedną bramkę. Po raz pierwszy w Lidze Mistrzów wystąpił 25 września 2016 w spotkaniu z Barceloną (23:28), zaś debiutanckiego gola w tych rozgrywkach zdobył 16 października 2016 w meczu z duńskim Silkeborgiem (24:33). W sezonie 2016/2017 rozegrał w Superlidze 20 meczów i rzucił 52 bramki, natomiast w LM wystąpił w 14 spotkaniach, w których zdobył 19 goli. Z powodu urazu kostki i związanej z nim operacji pauzował od drugiej połowy marca 2017 do końca sezonu 2016/2017.
W sezonie 2017/2018 rozegrał w Superlidze 31 meczów i zdobył 81 goli, zaś w Lidze Mistrzów wystąpił w 14 spotkaniach, w których rzucił 13 bramek. Ponownie sezon zakończył przedwcześnie (ominęły go mecze finałowe), bowiem na początku maja 2018 w meczu 1/4 finału play-off Superligi z Wybrzeżem Gdańsk uszkodził więzadło krzyżowe w kolanie; przez tę kontuzję pauzował do lutego 2019. W sezonie 2018/2019 rozegrał w Superlidze 13 spotkań i zdobył 33 gole, zaś w Lidze Mistrzów wystąpił w czterech meczach, w których rzucił 12 bramek. W połowie maja 2019 w spotkaniu 1/2 finału play-off Superligi z MMTS-em Kwidzyn (25:13) zerwał więzadła krzyżowe w kolanie, co wykluczyło go z gry w kolejnych miesiącach.
W lipcu 2019 został zawodnikiem Vive Kielce, z którym podpisał trzyletni kontrakt. Z klubem z Kielc zdobył mistrzostwo Polski w 2021, 2022, i 2023, a także Puchar Polski w 2021. Zdobył także wicemistrzostwo Ligi Mistrzów 2022 oraz trzecie miejsce w klubowych mistrzostwach świata 2022.

## Kariera reprezentacyjna
W 2013 uczestniczył w otwartych mistrzostwach Europy U-19 w Göteborgu, podczas których rozegrał siedem meczów i zdobył 22 gole. W 2014 z reprezentacją Polski U-20 uczestniczył w turnieju kwalifikacyjnym do mistrzostw Europy U-20, podczas którego rozegrał trzy spotkania i rzucił 12 bramek. W 2015 wraz z kadrą Polski U-21 wziął udział w turnieju eliminacyjnym do mistrzostw świata U-21, w którym wystąpił w trzech meczach i zdobył siedem goli.
W reprezentacji Polski zadebiutował 15 czerwca 2016 w przegranym meczu z Holandią (24:25), w którym rzucił jedną bramkę.
W styczniu 2017 uczestniczył w mistrzostwach świata we Francji, podczas których zagrał we wszystkich siedmiu meczach i zdobył 24 gole (skuteczność: 44%) oraz miał 20 asyst. W styczniu 2018 wziął udział w turnieju eliminacyjnym do mistrzostw świata w Niemczech i Danii (2019), w którym rozegrał trzy spotkania i rzucił 11 bramek. W kwalifikacjach do mistrzostw Europy 2020 rozegrał dwa mecze (w kwietniu 2019 przeciwko Niemcom) i zdobył sześć goli. W styczniu 2023 brał udział w mistrzostwach świata w Polsce. Skończył karierę reprezentacyjną w 2023 r. Jego statystyki w kadrze to 49 spotkań i 135 bramek.

## Życie prywatne
Ma trzech braci: Szymona, Stanisława i Macieja. Ukończył studia na Politechnice Warszawskiej (filia w Płocku). W czerwcu 2019 w Gdańsku wziął ślub z Małgorzatą. Ma syna.

## Statystyki
| Klub                            | Sezon     | Superliga | Superliga | Superliga |   | Puchar Polski | Puchar Polski | Puchar Polski |    | Liga Mistrzów | Liga Mistrzów | Liga Mistrzów |     | Razem | Razem | Razem |
| Klub                            | Sezon     | M         | B         | Śr.       | M | B             | Śr.           | M             | B  | Śr.           | M             | B             | Śr. |       |       |       |
| ------------------------------- | --------- | --------- | --------- | --------- | - | ------------- | ------------- | ------------- | -- | ------------- | ------------- | ------------- | --- | ----- | ----- | ----- |
| Wisła Płock                     | 2016/2017 | 20        | 52        | 2,6       | 0 | 0             | 0             | 14            | 19 | 1,4           | 34            | 71            | 2,1 |       |       |       |
| Wisła Płock                     | 2017/2018 | 31        | 81        | 2,6       | 3 | 12            | 4             | 14            | 13 | 0,9           | 48            | 106           | 2,2 |       |       |       |
| Wisła Płock                     | 2018/2019 | 13        | 33        | 2,5       | 2 | 6             | 3             | 4             | 12 | 3             | 19            | 51            | 2,7 |       |       |       |
| Wisła Płock                     | Razem     | 64        | 166       | 2,6       | 5 | 18            | 3,6           | 32            | 44 | 1,4           | 101           | 228           | 2,3 |       |       |       |
| Stan na koniec sezonu 2018/2019 |           |           |           |           |   |               |               |               |    |               |               |               |     |       |       |       |